# Alpigenobombus
Alpigenobombus es un subgénero de abejorros del género Bombus.
Se distribuyen por toda Europa, toda la costa del Mar Negro y el sudoeste de China. Hábitats de pastizales alpinos, praderas y bosques en las montañas. Son abejorros de lengua corta a media. Las hembras son inusuales por tener seis dientes mandibulares fuertes que, a menudo, usan para hacer agujeros en las corolas de las flores profundas con el fin de "robar" el néctar. Estos abejorros anidan únicamente bajo tierra y solo crean "bolsillos" cuando las colonias empiezan a desarrollarse.

## Reproducción
Los machos de B. wurflenii patrullan los circuitos de las marcas de olor. Los machos de B. kashmirensis tienen los ojos compuestos ligeramente agrandados en relación con las hembras. Se ciernen sobre ellos y corren detrás de posibles parejas, sin ser territoriales.

## Especies
- Bombus angustus
- Bombus breviceps
- Bombus genalis
- Bombus grahami
- Bombus kashmirensis
- Bombus nobilis
- Bombus validus
- Bombus wurflenii